# I. Magnus svéd király
I. Magnus Nilsson vagy Erős Magnus (svédül: Magnus den Stärke), (1107 – Fotevik, 1134. június 4.) svéd király és dán herceg. 

## Élete
Niels dán király fiaként, I. Inge leányági unokájaként született. Felesége a lengyel Rikissa.
Magnust 1125-ben Västergötland tartományban királlyá választották, mely címét öt éven át meg is tartotta, mígnem 1134-ben elesett a foteviki csatában. Ezt megelőzően az ő parancsára ölték meg Knud Lavardot. 1147 és 1154 között fia III. Knut néven Dániában uralkodott.

## Fordítás
- Ez a szócikk részben vagy egészben  a   Magnus (Schweden) című német Wikipédia-szócikk ezen változatának fordításán alapul.  Az eredeti cikk szerkesztőit annak laptörténete sorolja fel. Ez a jelzés csupán a megfogalmazás eredetét és a szerzői jogokat jelzi, nem szolgál a cikkben szereplő információk forrásmegjelöléseként.